# Ivanka Hergold
Ivanka Hergold, slovenska pisateljica,  literarna in gledališka kritičarka, urednica, prevajalka, pedagoginja, * 27. avgust 1943, Gradišče - Slovenj Gradec, Slovenija, † 23. maj 2013, Trst, Italija.

## Življenjepis
Ivanka Hergold je študirala slovenščino in angleščino na Filozofski fakulteti v Ljubljani. Leta 1972 se je preselila v Trst, kjer je poučevala na šolah s slovenskim učnim jezikom.

## Literarno delo
Ivanka Hergold je izdala več zbirk novel in črtic in dva romana. Snov zajema iz svojega rojstnega okolja in tržaškega mestnega življenja, sega pa tudi po mitološkem izročilu, kateremu dodaja simbolične in fantazijske prvine. Nekatera njena dela so bila predvajana tudi na RTV Ljubljana, ki je leta 1976 predvajala televizijska dramo Suha leta, in na Radiu Trst A, ki je 1987 predvajal radijsko igro Trije pajdaši.

### Kratka proza, poezija, drama
- Pasja radost ali karkoli (Ljubljana, Mladinska knjiga, 1971)
- Beli hrib (Slovenj Gradec, 1973)
- Dido (Trst, Založništvo tržaškega tiska, 1974)
- Vse imaš od mene (Maribor, Založba Obzorja, 1974)
- Pojoči oreh (COBISS)
- Ponikalnice - Paracels, ZTT- EST, Trst 2008

### Romanopisje
- Nož in jabolko (COBISS), 1980 (ponatis SM, 2019)
- Gore kot tihe sogovornice ob junakovih iskanjih (COBISS)